# Władysław Przybysz
Władysław Przybysz (ur. 26 maja 1900 w Inowrocławiu, zm. 31 grudnia 1976 w Bydgoszczy) – polski piłkarz, napastnik.

## Życiorys
Gracz KS Posnanii (znany początkowo też jako KS Normania), następnie Warty Poznań, (mistrz Polski 1929 roku), wicekról strzelców (1929 roku), dwukrotny reprezentant Polski. Wraz z Wawrzyńcem Stalińskim byli podporą reprezentacji Polski, tworzyli niezapomnianą parę snajperów na ligowych boiskach (Przybysz 24 gole, Staliński 23). 
W reprezentacji Polski wystąpił w oficjalnym meczu tylko raz, w rozegranym 1 lipca 1928 spotkaniu ze Szwecją, które Polska wygrała (2:1). W 1925 wystąpił w spotkaniu z Czechosłowacją, które dziś znajduje się na liście nieoficjalnych spotkań kadry.
W meczu otwarcia sezonu 1929 Przybysz strzelił cztery bramki w spotkaniu z Klubem Turystów Łódź, które Warta wygrała 7:1. W czerwcu 1929 roku, na przestrzeni trzech spotkań ligowych, Przybysz strzelił siedem bramek - dwie Polonii Warszawa, trzy Wiśle Kraków i dwie w meczu z ŁKS-em. 
W 1930 roku opuścił Wartę i przeniósł się do Bydgoszczy, obejmując posadę pierwszego trenera drużyny BKS Polonii Bydgoszcz pracując jednocześnie, jako agent ubezpieczeniowy. Najprawdopodobniej został sprowadzony do Bydgoszczy przez ówczesnego prezesa BKS Polonia, dyrektora Banku Polskiego Stanisława Wodę, by pomóc piłkarzom w awansie do I Ligi. Równocześnie jest działaczem Okręgowego Związku Piłki Nożnej, odpowiada za sędziowanie. W czasie okupacji mimo gróźb odmawia przyjęcia niemieckiej III grupy – podpisania volkslisty i pracy trenerskiej z młodzieżą niemiecką. Prowadzi jednocześnie z narażeniem życia w bydgoskim lasku gdańskim „tajne zajęcia z piłki nożnej dla młodzieży polskiej”. Po II wojnie światowej ponownie opiekował się przez krótki czas drużyną biało-czerwonych. Był pierwszym i jak na razie jedynym sędzią z Bydgoszczy mającym status sędziego międzynarodowego. Sędzia główny finału Pucharu Polski 1951 Ruch Chorzów – Wisła Kraków (2:0). Zmarł 31 grudnia 1976 roku. Pochowany został na cmentarzu przy Parafii Rzymskokatolickiej Zmartwychwstania Pańskiego w Bydgoszczy.

## Odznaczenia i wyróżnienia

### Ordery i odznaczenia

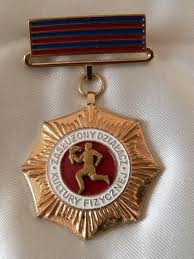
Złota Odznaka Zasłużony Działacz Kultury Fizycznej

- 1968: Złota Odznaka „Zasłużony Działacz Kultury Fizycznej”

#### Mecze w reprezentacji „A”

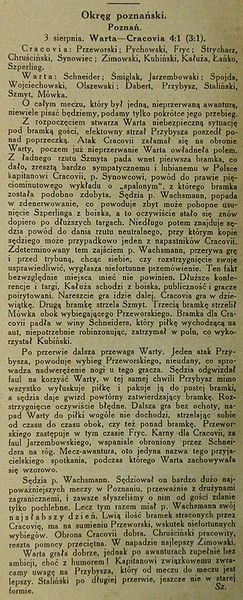
Przegląd sportowy z 07.08.1924 roku. Artykuł dotyczący meczu z 03.08.1924 roku, Warta Poznań – Cracovia (4:1).

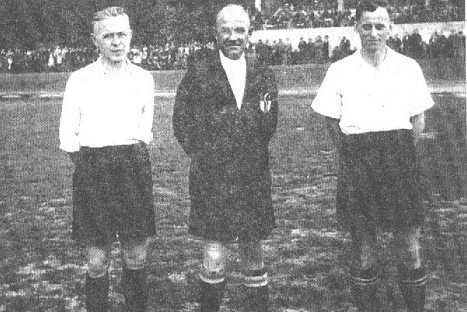
Władysław Przybysz w stroju sędziego

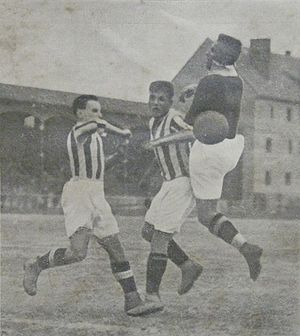
Władysław Przybysz (pierwszy od prawej) – Warta Poznań – Cracovia (4:1). Mecz towarzyski w Poznaniu, niedziela 3 sierpnia 1924 roku

| L.p. | Data         | Miejsce  | Gospodarz | vs | Gość    | Wynik | Bramki | Uwagi           |
| ---- | ------------ | -------- | --------- | -- | ------- | ----- | ------ | --------------- |
| 1.   | 1 lipca 1928 | Katowice | Polska    | -  | Szwecja | 2:1   | −      | Mecz towarzyski |